# Zbigniew Majkowski
Zbigniew Edward Majkowski (ur. 24 lipca 1946 r. w dzielnicy Żywca Sporysz, zm. 17 stycznia 2011 r. w Krakowie) – polski artysta projektant, profesor krakowskiej ASP. Zajmował się wzornictwem przemysłowym.
W latach 1960–1965 uczęszczał do Państwowego Liceum Sztuk Plastycznych w Bielsku-Białej. W latach 1966–1972 studiował na Wydziale Form Przemysłowych ASP w Krakowie. Dyplom w 1972 roku u prof. Ryszarda Otręby. W 1975 r. rozpoczął pracę na Wydziale Grafiki krakowskiej ASP, w Katedrze Projektowania w Pracowni Projektowania Książki i Typografii, pod kierunkiem prof. Romana Banaszewskiego. Stanowisko adiunkta otrzymał w 1984 r. W 2004 r. został doktorem habilitowanym. Był kierownikiem Pracowni Projektowania Książki i Typografii w Katedrze Grafiki Projektowej na Wydziale Grafiki krakowskiej uczelni. Pochowany na Cmentarzu Salwatorskim w Krakowie, kwatera T-4-17.

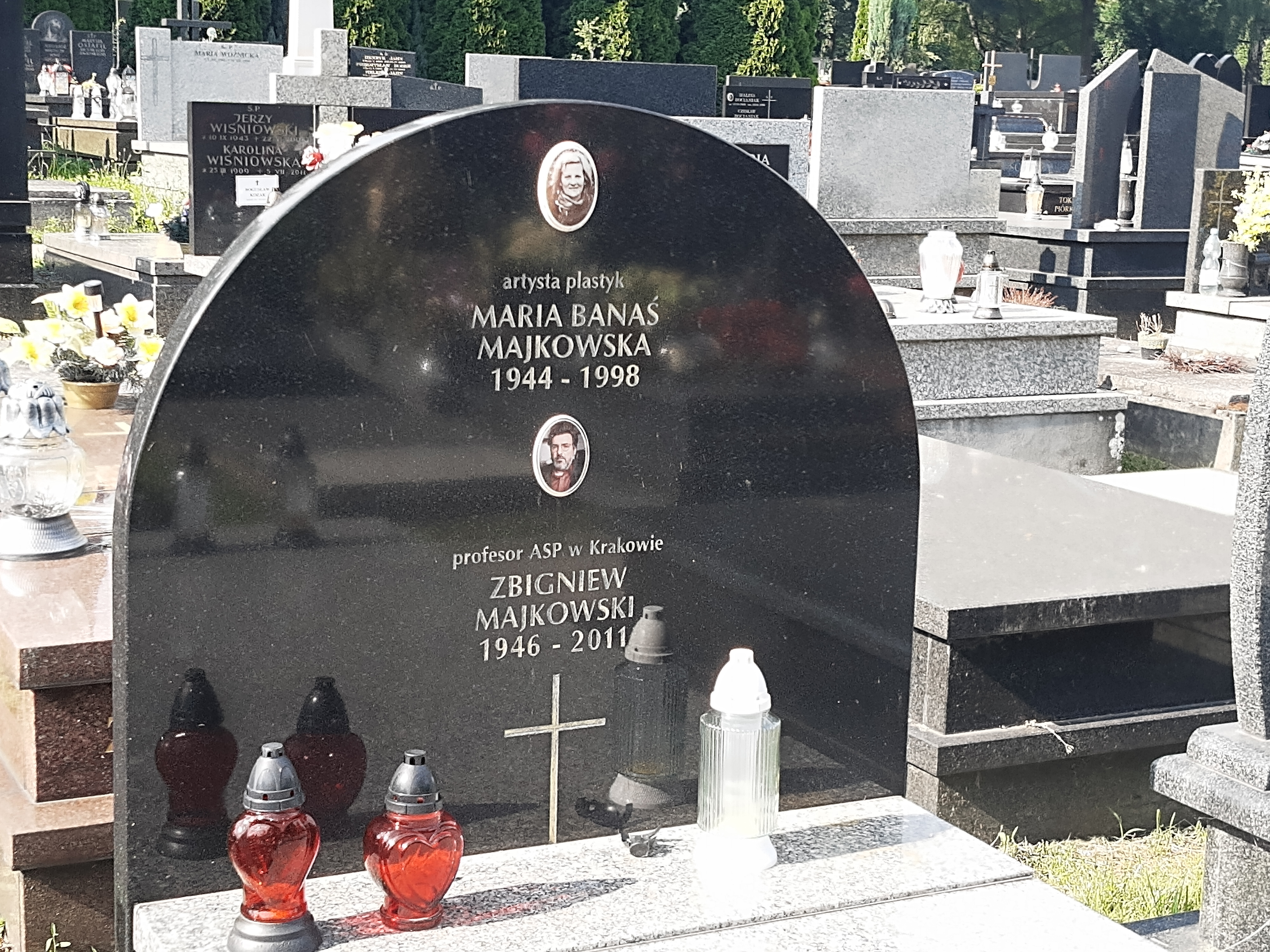
Grób prof. Zbigniewa Majkowskiego na Cmentarzu Salwatorskim